# شهرستان بارتولما (ایندیانا)
شهرستان بارتولما، ایندیانا (به انگلیسی: Bartholomew County, Indiana) شهرستانی در ایالات متحده آمریکا است که در ایندیانا واقع شده‌است.